# Shigureden
Shigureden és un museu d'Arashiyama, Kyoto, al Japó, centrat en l'antologia Hyakunin Isshu de poemes waka compilada per Fujiwara no Teika al segle xiii. El museu va ser fundat pel president de Nintendo, Hiroshi Yamauchi, que va invertir més de 20 milions de dòlars en el projecte. El Palau Shiguredenva ser dissenyat pel productor de videojocs Shigeru Miyamoto.
El museu va obrir les portes el 27 de gener de 2006, amb una exposició interactiva que funciona amb consoles especials Nintendo DS. El museu es va tancar per reformes l'1 d'abril de 2011 i es va tornar a obrir el 17 de març de 2012. Es va tancar per fer reformes el 21 de març de 2017.